# کارل وارنر
کارل وارنر (انگلیسی: Karl Warner؛ ۲۳ ژوئن ۱۹۰۸ – ۵ سپتامبر ۱۹۹۵) دونده اهل ایالات متحده آمریکا بود.
وی در مسابقات کشوری و بین‌المللی در مجموع برندهٔ ۱ مدال طلا شده‌است.